# Hans-Jürgen Kreische
Hans-Jürgen „Hansi“ Kreische (* 19. Juli 1947 in Dresden) ist ein ehemaliger deutscher Fußballspieler. In der höchsten Spielklasse des DDR-Fußballs, der Oberliga, spielte er für die SG Dynamo Dresden. Der Stürmer wurden mit Dresdner fünfmal Meister und einmal Pokalsieger. Kreische ist 50-facher Nationalspieler und gewann 1972 die Bronzemedaille im olympischen Fußballturnier.

## Sportliche Laufbahn

### Gemeinschaftsstation

#### Herkunft und Start im Fußball
Hans-Jürgen Kreische ist Sohn des ehemaligen Dresdner Fußballspielers Hans Kreische, der vor dem Zweiten Weltkrieg beim Dresdner SC und in den 1950er-Jahren bei Dynamo Dresden spielte. Die Familie Kreische lebte bis 1950 in Dresden, danach in West-Berlin und von 1951 bis 1954 in Heidelberg, wo Hans Kreische jeweils Fußball spielte. 1954 zog die Familie wieder nach Dresden zurück und Hans-Jürgen Kreische wurde im Alter von zehn Jahren bei der Sportgemeinschaft Dynamo Dresden angemeldet. Dort spielte er bis zum Juniorenalter in allen Nachwuchsmannschaften, zeitweise trainiert von seinem Vater. Nach dem Abschluss seiner Schulausbildung absolvierte er eine Lehre zum Betonfacharbeiter.

#### Anfänge in der Oberliga
Schon mit 17 Jahren, noch im Juniorenalter, wurde Kreische erstmals in einem Oberligapunktspiel eingesetzt. In der Begegnung des 11. Spieltages zwischen dem SC Leipzig und Dynamo Dresden (2:1) am 29. November 1964 kam er für den nicht einsatzbereiten Meinhard Hemp als halblinker Stürmer in die Mannschaft und erzielte in der 90. Minute mit dem Anschlusstor zum 1:2 bereits sein erstes Oberligator. Es blieb sein einziges Oberligaspiel der Saison 1964/65, in den nächsten Monaten spielte er in der Junioren- bzw. Reservemannschaft. Erst am 9. Spieltag der Saison 1965/66 kam der 1,85 Meter große Kreische wieder in das Oberligateam, eroberte sich aber sofort als Stürmer auf der rechten Seite mit 18 Punktspielen einen Stammplatz. Während er in dieser Spielzeit nur zu einem Oberligator kam, wurde er ein Jahr später mit acht Treffern in 21 Spielen bereits bester Torschütze seiner Mannschaft. Die Saison 1967/68 beendete Dynamo Dresden als Absteiger, sodass Kreische nachfolgend ein Jahr lang in der zweitklassigen DDR-Liga spielen musste. Mit 22 Punktspielen und 16 Toren war er aber maßgeblich am sofortigen Wiederaufstieg beteiligt.

#### Stammspieler und Leistungsträger

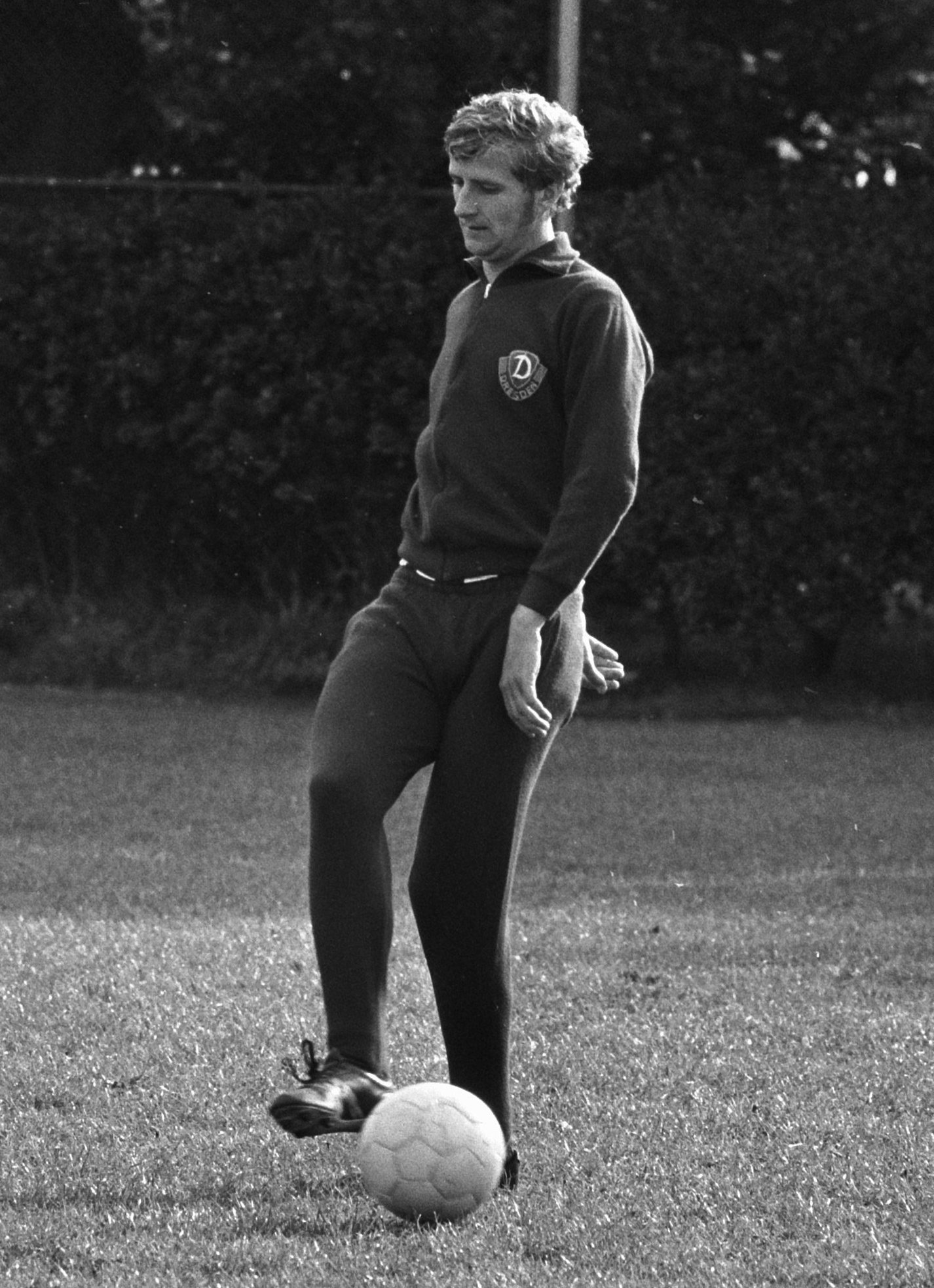
Hans-Jürgen Kreische (1971)

Nach dem Wiederaufstieg in die Oberliga wurde Kreische von der Saison 1969/70 an in das Mittelfeld zurückgezogen. Mit nur sechs Meisterschaftstoren in 26 absolvierten Punktspielen wurde er trotzdem wieder bester Torschütze der Dynamos. Dass er trotz seines Mittelfeldeinsatzes nach wie vor treffsicher blieb, bewies Kreische in der Saison 1970/71, als er in 23 Punktspielen 17 Treffer erzielte und damit Oberliga-Torschützenkönig wurde. Diesen Erfolg wiederholte er in den Jahren 1972, 1973 und 1976. Neben der Torschützenkrone von 1971 konnte Kreische in dieser Saison auch das Double Meisterschaft und Pokalsieg feiern. Weitere DDR-Meisterschaften errang Kreische 1973, 1976, 1977 und 1978. 1973 wurde er zum Fußballer des Jahres in der DDR gewählt. Mehrere Jahre war Kreische Mannschaftskapitän der Dynamomannschaft.
In diesen Jahren gehörte er zu den spielstärksten Akteuren in der Oberliga. Allerdings hatte er das Pech, dass seine Karriere durch zwei langwierige Verletzungen zwischen 1973 und 1975 unterbrochen wurde. Im Herbst 1977 absolvierte der 30-jährige Kreische seine letzten Spiele in der Oberliga. Am 8. Spieltag, dem 15. Oktober 1977, wurde er in der Begegnung Wismut Gera – Dynamo Dresden (2:4) zum letzten Mal in einem Erstligaspiel eingesetzt. So wie er in seinem ersten Oberligaspiel sein erstes Tor erzielt hatte, schoss er im letzten Spiel sein letztes Meisterschaftstor. Sein Treffer zum 1:2-Zwischenstand war zugleich sein 127. Oberligator, mit dem er zum erfolgreichsten Schützen der SG Dynamo Dresden während der DDR-Oberliga-Ära wurde. Innerhalb von dreizehn Oberligaspielzeiten absolvierte Kreische 234 Erstligaspiele, hinzu kommen 37 Einsätze in den europäischen Pokalwettbewerben, in denen er mit 17 Toren erfolgreich war.

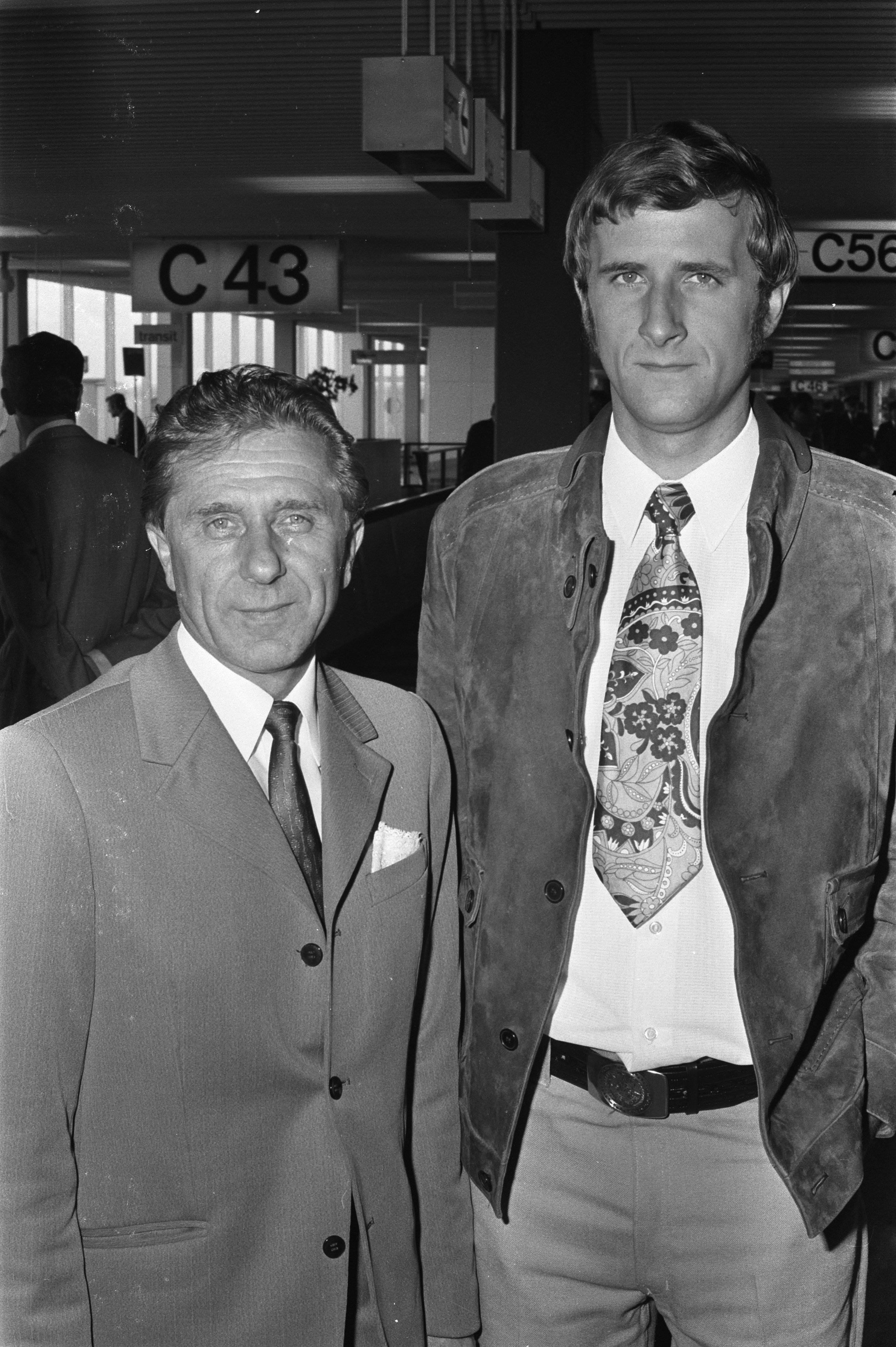
Walter Fritzsch und Hans-Jürgen Kreische im Jahr 1971

Kreisches überraschendes Karriereende im November 1977, also inmitten der laufenden Saison, gilt als Reaktion auf eine Nichteinwechslung am 9. Spieltag gegen den 1. FC Magdeburg und stellte die finale Eskalation des schon länger schwelenden Streits mit Trainer Walter Fritzsch dar. Fritzsch wollte den Sportlehrerstudenten Kreische aus disziplinarischen Gründen nicht mehr einsetzen, woraufhin Kreische seinen Rücktritt vom Fußball erklärte.

### Auswahleinsätze
1965 wurde er in die Juniorennationalmannschaft der DDR aufgenommen, mit der er am 17. März 1965 sein erstes U-18-Länderspiel bestritt. In der Begegnung DDR gegen Österreich (2:0) stand er zusammen mit seinen späteren A-Nationalmannschaftskameraden Jürgen Sparwasser und Jürgen Croy als rechter Mittelfeldspieler auf dem Platz. Anschließend bestritt er alle fünf Spiele des UEFA-Juniorenturnier, der inoffiziellen Europameisterschaft dieser Altersklasse, in der Bundesrepublik im Frühjahr 1965. Im Endspiel gegen England trug er als halbrechter Stürmer mit dem Tor zum 3:2 maßgeblich zum Turniersieg der DDR-U-19 bei. Insgesamt bestritt das Dresdner Talent in jenem Jahr neun Länderspiele im Trikot der ostdeutschen Juniorenauswahl. Zwischen 1966 und 1969 absolvierte er acht Länderspiele in der Nachwuchsauswahl mit zwei Torerfolgen.
Während der Saison 1967/68 wurde Kreische in das Aufgebot der A-Nationalmannschaft aufgenommen. Sein Länderspieldebüt gab er am 2. Februar 1968 in der Partie der DDR gegen die ČSSR (2:2) während eines Turniers im Chilenischen Santiago auf seiner Stammposition auf der halbrechten Angriffsseite. Wie in der Oberliga erzielte er auch hier mit dem 2:0-Zwischenstand bei seinem ersten Einsatz gleich sein erstes Tor. Ab 1969 gehörte er zum festen Stamm der Nationalmannschaft. Von den zwischen 1969 und 1973 ausgetragenen 16 Europameisterschafts- und Weltmeisterschafts-Qualifikationsspiele bestritt Kreische 13 Begegnungen. Nur die Qualifikation zur Weltmeisterschaft 1974 in der Bundesrepublik verlief für die DDR erfolgreich. Von den sechs Spielen der DDR-Auswahl während des WM-Turniers in der 1. und 2. Finalrunde bestritt Kreische drei Spiele, darunter das legendäre 1:0 über die DFB-Auswahl. In den folgenden zwölf Länderspielen bis Mitte 1975 kam Kreische aufgrund von Verletzungen nur noch fünfmal zum Einsatz. Sein letztes Länderspiel fand am 31. Juli 1975 im kanadischen Ottawa statt. Beim 7:1-Sieg über Kanada wurde Kreische in der zweiten Halbzeit für den Magdeburger Mittelfeldspieler Wolfgang Seguin eingewechselt. Insgesamt kam Kreische innerhalb von sieben Jahren auf 50 A-Länderspiele, in denen er 25 Tore erzielte. Nach FIFA-Lesart sind 46 Partien für ihn zwischen 1968 und 1975 notiert.
In der DDR-Olympiaauswahl kam Kreische zwischen 1967 und 1972 zu 13 Einsätzen, in denen er zehn Tore erzielte. Darunter waren alle sieben Endrundenspiele beim olympischen Fußballturnier 1972 in der Bundesrepublik. Als linker Mittelfeldspieler stand Kreische mit der DDR-Auswahl im kleinen Finale, in dem die DDR nach einem 2:2 gegen die Sowjetunion entsprechend dem Turniermodus zusammen mit dem Gegner die Bronzemedaille gewann. In der 35. Minute leitete Kreische nach einem 0:2-Rückstand mit einem Strafstoßtor, seinem fünften Turniertreffer, die Wende zum 2:2-Endstand ein. In der DDR-B-Nationalelf schoss der Dresdner im Oktober 1967 bei der 1:2-Auswärtsniederlage in Ungarn den Treffer der Ostdeutschen.

### Erfolge
- DDR-Meister 1971, 1973, 1976, 1977, 1978
- DDR-Pokalsieger 1971
- Bronzemedaille Olympische Spiele 1972
- UEFA-Jugendturnier-Sieger 1965
- Oberliga-Torschützenkönig 1971, 1972, 1973, 1976
- DDR-Fußballer des Jahres 1973

## Weiterer Werdegang
Dynamo Dresden nahm Kreische unmittelbar nach seinem Abschied als Fußballspieler in seinen Trainerstab auf. Kreische hatte bereits 1980 das Diplom zum Sportlehrer erworben, seine Diplomarbeit hatte er über die „Geschichte der SG Dynamo Dresden zwischen 1946 und 1979“ geschrieben. Er wurde zunächst im Nachwuchsbereich eingesetzt, zu Beginn der Saison 1995/96 wurde er Cheftrainer der 1. Mannschaft, die zu dieser Zeit in der drittklassigen Regionalliga spielte. Doch bereits sieben Spieltage vor Saisonschluss wurde er am 15. April 1996 wieder entlassen. Im Jahre 1997 gründete Kreische eine Fußballschule nahe Dresden-Weißig. 1998 wurde Kreische vom Deutschen Fußball-Bund auf Honorarbasis als Talentsichter engagiert. Im Sommer 2000 wurde Kreische als A-Jugendtrainer beim Dresdner SC angestellt. Am 28. November 2000 übernahm Kreische den Cheftrainerposten der 1. Mannschaft beim DSC, nachdem Matthias Schulz seinen Stuhl räumen musste. Als Co-Trainer assistierte ihm Karsten Petersohn. Nach knapp zehnmonatiger Amtszeit in der Regionalliga Nord endete das Kapitel beim DSC für ihn. Der Hamburger SV wurde durch die Weißiger Fußballschule auf Kreische aufmerksam und stellte ihn 2004 hauptberuflich in der Abteilung Scouting ein. Seit April 2010 war er Chefscout beim RB Leipzig. Seit 2020 ist er Übergangskoordinator im Nachwuchs-Bereich der SG Dynamo Dresden.